# ハサンルの恋人たち

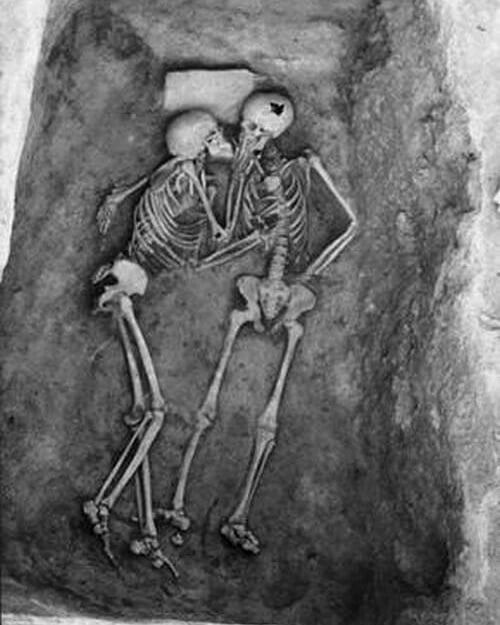
1973年にテッペ・ハサンル遺跡で発見された紀元前800年ごろの2体の遺骨。お互いに向かい合い、腕を回し、寄り添い合うような形態で発見された。

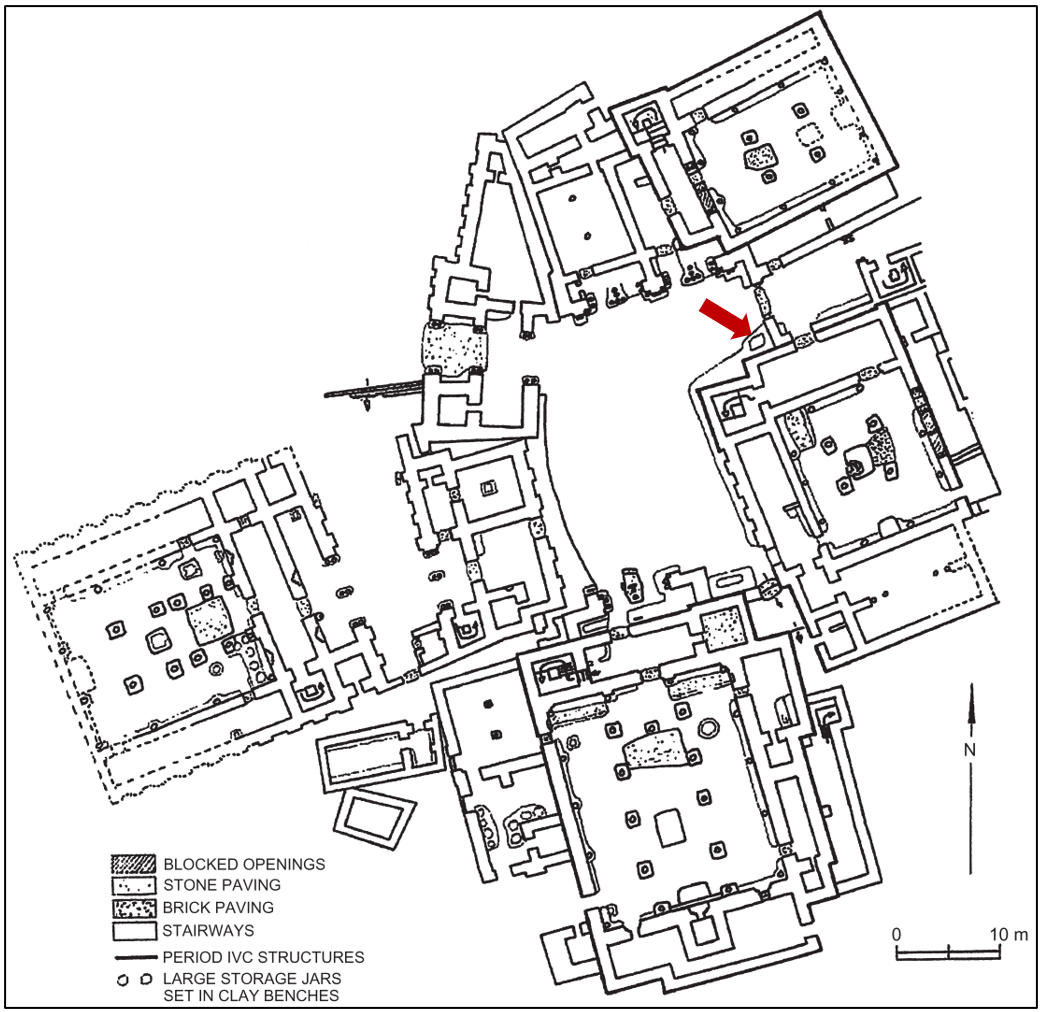
テッペ・ハサンル遺跡の全容図とハサンルの恋人たちの発掘箇所（赤矢印部分）

ハサンルの恋人たち（ハサンルのこいびとたち、Hasanlu Lovers）とは、イラン西アーザルバーイジャーン州・オルーミーイェ湖の南西にあるナカデのテッペ・ハサンル遺跡で発見された2体の遺骨。発見時の特徴的な形態が様々な憶測を呼び、「ハサンルの恋人たち」や「2,800年前のキス」などと呼ばれるようになった。1956年から1974年にかけて同地を発掘調査していたペンシルベニア大学のロバート・H・ダイソン率いる研究チームが1973年に発見し、1974年にペンシルベニア大学考古学人類学博物館に展示された。泥製のレンガと漆喰で覆われた濠の中から発見されたこの遺骨は、紀元前800年ごろの未知の侵略軍による破壊と火災によってハサンルの集落が壊滅的被害を負った時代のものと考えられている。

## 発掘の経緯
ハサンルの恋人たちが発掘されたテッペ・ハサンル遺跡は、古代オリエントに属する遺跡で、紀元前6,000年ごろから3世紀ごろまで継続的な人類の居住の痕跡が見られる場所である。紀元前800年ごろにはメソポタミアとアナトリアの貿易中継拠点として発展を遂げており、城塞を中心として宮殿、寺院などが立ち並んでいた。しかしながら、所属不明の民族の襲撃を受け、大部分が火災により焼失した。ハサンルの恋人たちはこの時代のものと考えられている。
1934年から1936年にかけて、イギリスの考古学者オーレル・スタインによる発掘調査が行われた。その後、1956年にペンシルベニア大学考古学人類学博物館、メトロポリタン美術館、イラン考古学局が合同支援するハサンル・プロジェクトが立ち上げられ、本格的な発掘調査が開始された。1956年から1974年までこのプロジェクトに参加したロバート・H・ダイソン率いる研究チームは、異民族による集落への侵入と放火の証拠を発見するとともに、大規模な破壊の痕跡と処刑されたと見られる遺骨を含む246体の人骨を発見した。ハサンルの恋人たちはそうした遺骨のひとつであり、1973年に泥製のレンガと漆喰で覆われた濠の中から発見された。

## 形態
ペンシルベニア大学考古学人類学博物館の資料では二対のうち、右側の人骨がHAS 73-5-799 (Sk 335)、左側の人骨がHAS 73-5-800 (Sk 336)とナンバリングされている。考古学者のオスカー・ムスレラによれば、Sk335の頭蓋骨に空いている穴は怪我によるものではなく、発掘時のつるはしによって付けられたもので、それ以外でもどちらも死亡前後の外傷が見られるが、致命的なものは確認できなかった。このため、死因は襲撃時に逃亡し、身を隠した後に、火災によって窒息したものと考えられている。
二人は向かい合って抱き合っているように見え、Sk336はSk335の顔に手を伸ばし、腕を組み合っている。性別については男性同士であるという研究者が多数を占めるが、DNA鑑定による決着を見るまでは男女であるとする研究者も一定数存在していた。ペンシルベニア大学考古学人類学博物館が発表した生物学的概要は以下の通りである。
- HAS 73-5-799 (Sk 335)

若年成人またはそれ以上の亜成体で19歳〜22歳のものと思われる。第三大臼歯（親知らず）が見受けられ、骨盤は明確な男性的特徴を持つ。健康状態は良好で、虫歯や古い怪我などは見られない。
- HAS 73-5-800 (Sk 336)

加齢や活動に関連した変化が見られ、30歳〜35歳のものと思われる。性別を推定するための身体的特徴はあまり明確ではないが、全体的には男性の特徴が示唆されている。健康状態に問題は見られない。

## 科学的な分析
人類学者のペイジ・セリンスキー(Page Selinsky)とジャネット・モンジュは、ハサンルの恋人たちの遺骨のDNA検査を実施し、その結果を公表した。骨のサンプルを採取し、食生活や生育地などの情報と共に両者の性別についても明らかとなり、セリンスキーとモンジュはハサンルの恋人たちは両方とも男性であると結論付けた。